# Lierbanen
| Bahnhofsgebäude Lier |                    |                                    |                                    |
| Streckennummer: | LB                 |                                    |                                    |
| Streckenlänge: | 20,6 km            |                                    |                                    |
| Spurweite: | 1067 mm (Kapspur)  |                                    |                                    |
| Maximale Neigung: | 3 ‰                |                                    |                                    |
| Minimaler Radius: | 100 m              |                                    |                                    |
| Zweigleisigkeit: | ab 1922: Lier–Egge |                                    |                                    |
| |                    |                                    |                                    |
| \| \| \| von Sundvollen \| \| \| \| 20,53 \| Svangstrand \| 65 moh. \| \| \| \| \| \| \| \| 17,96 \| Sylling \| 128,8 moh. \| \| \| 15,60 \| Skjeggerud \| 122,6 moh. \| \| \| 14,36 \| Tronstad Bruk (1934–1936), 61 moh. \| Tronstad Bruk (1934–1936), 61 moh. \| \| \| 14,08 \| Nordelva (Tronstad bru, 90 m) \| Nordelva (Tronstad bru, 90 m) \| \| \| 13,38 \| Iledalen \| Iledalen \| \| \| 11,83 \| Muggerud \| 89,6 moh. \| \| \| 10,18 \| Glitra (49 m) \| Glitra (49 m) \| \| \| 10,06 \| Sjåstad \| 65,8 moh. \| \| \| 6,27 \| Utengen \| 44,1 moh. \| \| \| \| von Kiesgrube Egge \| \| \| \| 3,89 \| Egge \| 67 moh. \| \| \| 2,78 \| Landfall \| 40,3 moh. \| \| \| \| Gamle Drammenbanen von Asker \| \| \| \| 0,00 \| Lier (1901–1973) \| 24,5 moh. \| \| \| \| nach Drammen \| \| \| \| \| \| \| \| Quellen: [1] \| \| \| \| |                    |                                    |                                    |
| |                    | von Sundvollen                     |                                    |
| Kopfbahnhof Streckenanfang (Strecke außer Betrieb) | 20,53              | Svangstrand                        | 65 moh.                            |
| Abzweig nach links und von links (Strecke außer Betrieb) |                    |                                    |                                    |
| Kopfbahnhof Streckenanfang und quer (Strecke außer Betrieb) · Abzweig nach rechts und von rechts (Strecke außer Betrieb) | 17,96              | Sylling                            | 128,8 moh.                         |
| Haltepunkt / Haltestelle (Strecke außer Betrieb) | 15,60              | Skjeggerud                         | 122,6 moh.                         |
| Betriebs-/Güterbahnhof Streckenanfang (Strecke außer Betrieb) · Strecke (außer Betrieb) | 14,36              | Tronstad Bruk (1934–1936), 61 moh. | Tronstad Bruk (1934–1936), 61 moh. |
| Brücke über Wasserlauf (Strecke außer Betrieb) · Brücke über Wasserlauf (Strecke außer Betrieb) | 14,08              | Nordelva (Tronstad bru, 90 m)      | Nordelva (Tronstad bru, 90 m)      |
| | 13,38              | Iledalen                           | Iledalen                           |
| Haltepunkt / Haltestelle (Strecke außer Betrieb) | 11,83              | Muggerud                           | 89,6 moh.                          |
| Brücke über Wasserlauf (Strecke außer Betrieb) | 10,18              | Glitra (49 m)                      | Glitra (49 m)                      |
| Bahnhof (Strecke außer Betrieb) | 10,06              | Sjåstad                            | 65,8 moh.                          |
| Haltepunkt / Haltestelle (Strecke außer Betrieb) | 6,27               | Utengen                            | 44,1 moh.                          |
| Abzweig geradeaus und von rechts (Strecke außer Betrieb) |                    | von Kiesgrube Egge                 | von Kiesgrube Egge                 |
| Bahnhof (Strecke außer Betrieb) | 3,89               | Egge                               | 67 moh.                            |
| Haltepunkt / Haltestelle (Strecke außer Betrieb) | 2,78               | Landfall                           | 40,3 moh.                          |
| Abzweig geradeaus und von links (Strecke außer Betrieb) |                    | Gamle Drammenbanen von Asker       | Gamle Drammenbanen von Asker       |
| Bahnhof (Strecke außer Betrieb) | 0,00               | Lier (1901–1973)                   | 24,5 moh.                          |
| Strecke (außer Betrieb) |                    | nach Drammen                       | nach Drammen                       |
| |                    |                                    |                                    |
| Quellen: |                    |                                    |                                    |

Lierbanen ist eine stillgelegte private norwegische Nebenbahn der Drammenbane, die von Lier nach Svangstrand am Tyrifjord führte. Die schmalspurige Strecke hatte eine Spurweite von 1067 mm.

## Geschichte
Die erste politische Prüfung eines Vorschlags zum Bau einer Bahnstrecke durch das Liertal erfolgte am 2. März 1895. Der Gemeinderat verwarf die Idee mit der Begründung, sie sei für die Gemeinde uninteressant. Viele Einheimische hatten jedoch die wirtschaftlichen Auswirkungen der Drammenbahn im südlichen Teil der Gemeinde beobachtet und forderten eine Strecke auch in den Norden. 1896 wurde ein Komitee unter der Leitung des Unternehmers Hans Jacob Hofgaard mit R. Eriksrud, T. Holtsmark, Otto Rode, J. J. Svang und O. J. Sørum als weiteren Mitgliedern gegründet. In technischen Berichten des Bauunternehmers S. Sørensen wurden die Baukosten auf 700.000 Kronen geschätzt, darunter 37.000 Kronen für ein Dampfschiff auf dem Tyrifjord. Schätzungen gingen von 23.900 Fahrgästen und 17.000 Tonnen Fracht pro Jahr aus, was nach den Berechnungen ausreichte, um die Gewinnschwelle zu erreichen.

## A/S Lierbanen
Das Argument war, dass die beiden Straßen des Tals für den Transportbedarf nicht ausreichten. Es gäbe in Lier keinen Industriezweig, der eine Eisenbahn benötige, aber durch den Bau einer Bahnstrecke würde ein solcher Industriezweig entstehen. Im April 1897 verkaufte das Komitee Aktien der A/S Lierbanen. Gleichzeitig beantragte es beim Arbeitsministerium einen Zuschuss in Höhe von 330.000 Kronen sowie 30.375 Kronen von Vestbanerne.
Das Komitee schlug vor, dass die Gemeinde Anteile für 150.000 Kronen kaufen solle. Am 9. Juni 1897 waren die Vertreter aus Tranby im Gemeinderat dagegen. Sie erklärten, dass die Eisenbahn keine Auswirkungen auf die Region haben würde und die Gemeinde nur für 75.000 Kronen Anteile kaufen solle. Es kam zu einem Kompromiss,  die Gemeinde kaufte Anteile für 100.000 Kronen. Ein Jahr später kaufte die Gemeinde weitere Anteile mit einem Aufpreis über 30.000 Kronen. Die anderen Aktionäre waren die Stadt Drammen mit 30.000 Kronen, das Fylke Buskerud mit 50.000 Kronen und private Investoren, die 174.050 Kronen zur Verfügung stellten.
Am 10. Dezember 1898 wurde dem Storting per Kongelig resolusjon ein Vorschlag zur Bereitstellung staatlicher Mittel für den Bau einer „Tertiärbahn vom Bahnhof Lier nach Holsfjorden“ vorgelegt. Während der Debatte im Storting im Jahr 1899 wurde vorgeschlagen, den Bau zu verschieben, da die Drammenbahn auf Normalspur umgerüstet werde, was jedoch von der Mehrheit abgelehnt wurde. Die Pläne zum Bau der Strecke wurden am 18. Mai 1899 verabschiedet und der Staat gewährte einen Zuschuss von 350.800 Kronen. Davon sollte die Hälfte ein zins- und ratenfreies Darlehen sein. 1903 wurde dieser Betrag noch einmal um 22.500 Kronen aufgestockt. Der Bau begann Ende 1901 und wurde von Ingenieur E. Richter geleitet. Es mussten keine Sprengungen durchgeführt werden, aber aufgrund des Lehmbodens kam es zu Schwierigkeiten, was zu einem Anstieg der Kosten auf 800.000 Kronen beitrug.

## Inbetriebnahme
An der Strecke befanden sich acht Haltestellen. Der Lokschuppen und die Drehscheibe wurden in Sylling errichtet. Die Strecke wurde am 12. Juli 1904 bei Anwesenheit von Premierminister Francis Hagerup eröffnet und für die Eröffnung wurden zwei 1903 gebaute Tenderlokomotiven mit der Achsfolge 1'C von der Sächsische Maschinenfabrik mit den Baunummern 2819 und 2823 mit den Namen Lier und Hole geliefert. Außerdem waren zwei Personenwagen, ein kombinierter Güter- und Zugbegleitwagen sowie mehrere Güterwagen vorhanden.
Die Bahn verfügte später über fünf Personenwagen, drei davon mit 2. und 3. Klasse. In der 2. Klasse gab es Platz für sechs Fahrgäste auf Bänken, die mit rotem Plüsch bezogen waren. Im Abteil der 3. Klasse gab es 32 Sitzplätze auf Holzbänken; jede Sitzbank bot Platz für zwei Fahrgäste. Zwei weitere Wagen besaßen nur die 3. Klasse und ein Abteil für das Personal, Post und kleineren Gütern. Die Beleuchtung erfolgte mit Kerosinlampen mit Messingbeschlägen. Spucknäpfe waren neben den Sitzen platziert. Unter jedem Wagen waren zwei koksbefeuerte Öfen angebracht, einer an jedem Ende. Ein Wagen war besonders schön, er erhielt den Spitznamen „Amerikakoffer“. Der Wagen wurde von den Norges Statsbaner (NSB) gekauft, wo er einst als Wagen der 2. Klasse genutzt wurde. Der Wagen war gelb und hatte 22 Sitzplätze auf fünf Bänken mit gepolsterten Sitzen. Die Bänke waren ohne Gang quer im Abteil aufgestellt, zu jedem Abteil gab es eine Tür, die über das Trittbrett zugänglich war.
Zeitweise wurden in der Sommersaison Lokomotiven von den Norwegischen Staatsbahnen gemietet, wenn die beiden Lokomotiven nicht ausreichten. Bei der Eröffnung betrug der Fahrpreis 1,30 Kronen von Lier nach Svangstrand, die Fähre über den See kostete zusätzlich 1,50 Kronen. Das größte Fahrgastaufkommen gab es im Sommer, wenn Touristen die Strecke nutzten, um zu den Dampfschiffen zu gelangen. Im Winter sank die Fahrgastzahl und die Züge endeten in Sylling statt in Svangerstrand.
Das Unternehmen kaufte das Dampfschiff Activ, das das Schiff Ringerike auf dem Tyrifjord ergänzte. Es hatte eine Kapazität von 50 Fahrgästen, eine Besatzung von zwei Personen und eine Leistung von sechs Kilowatt (acht PS). Es wurde 1892 oder 1894 gebaut und 1904 oder 1906 an A/S Lierbanen verkauft. Die Activ wurde auf der Strecke von Sundvollen und Svangstrand eingesetzt. 1909 war sie in einem schlechten Zustand und wurde außer Dienst gestellt, 1911 verkauft und 1914 nach einem Unfall abgewrackt.
Das erste Betriebsjahr verzeichnete 40.000 Fahrgäste, die den kleinen Gewinn von 25 Kronen einbrachten. Aber die nächsten beiden Jahre brachten Defizite von 5000 Kronen. Am 27. Februar 1909 wurde in Drammen Børs das Unternehmen A/S Børresen gegründet, zu dem auch die Zellstofffabrik Tronstad Brug und das Kraftwerk Grytefoss gehörten.
Im Geschäftsjahr 1907/08 wurde ein Gewinn von 11.000 Kronen erzielt, der 1912/13 auf 18.562 Kronen anstieg – in diesem Jahr befuhren 64.080 Fahrgäste die Strecke. Die Eisenbahn hatte große Auswirkungen auf Sylling, wo die Bevölkerung von 467 im Jahr 1900 auf 713 im Jahr 1910 anstieg.
Im Jahr 1920 wurde die Drammenbahn auf Normalspur umgestellt, was einen aufwändigen Umschlag im Güterverkehr zwischen den beiden Strecken zur Folge hatte. Dies und der sinkende Verkehr während der Weltwirtschaftskrise führten dazu, dass die Strecke unrentabel wurde.
Die billige Bauweise in Verbindung mit schlechten geologischen Bedingungen führten zu Entgleisungen und anderen Betriebseinschränkungen, einschließlich häufiger Verzögerungen. Ab 1922 wurde der Abschnitt von Lier nach Egge auf Doppelspur erweitert, um gesonderte Fahrten von Kieszügen zur Kiesgrube Egge zu ermöglichen. Im Jahr 1926 kündigte das Management von Tronstad an, dass die Fabrik geschlossen werden würde, wenn die Lierbane ihre Frachtraten nicht senken würden.
1927 wurde ein Busverkehr westlich von Lier aufgenommen, den viele Fahrgäste der Züge in Anspruch nahmen. Um die Bahngesellschaft zu retten, boten die Mitarbeiter an, zum halben Lohn zu arbeiten, was jedoch nicht ausreichte.
Im Oktober 1932 wurden alle Aktivitäten der A/S Børresen in Tronstad und in den Wäldern eingestellt. Dies bedeutete das Aus für die Lierbane. Der Personen- und Güterverkehr wurde am 23. Oktober 1932 eingestellt.
Der Betrieb von Børresen in Tronstad wurde jedoch am 14. November 1933 wieder aufgenommen, Tronstad Brug pachtete die Lierbane für den Transport von Holz und Zellstoff. Zum Jahreswechsel 1936/37 übernahmen Lastkraftwagen den Transport. Die endgültige Stilllegung erfolgte am 1. Januar 1937. Anschließend wurde die Strecke abgerissen.

## Reste der Bahnstrecke
Die beiden Bahnhofsgebäude in Utengen und Svangstrand sind noch vorhanden. Von Svangstrand am Holsfjorden war es möglich, mit dem Dampfschiff nach Sundvollen weiterzureisen.
Der größte Teil der alten Bahnstrecke ist heute eine Straße. Zwischen Renskaug und Landfallenga trägt sie den Namen „Linjeveien“ und zwischen Egge und Tronstad den Namen „Baneveien“.